# آيت علا (حودران)
آيت علا هي إحدى مشيخات المملكة المغربية، تتبع جغرافيا لإقليم الخميسات وإداريًا لحودران. يقدر عدد سكانها بـ 4187 نسمة حسب الإحصاء الرسمي للسكان والسكنى لسنة 2004.